# 乌米林
乌米林是巴西塞阿拉州的一个市镇。总面积326.496平方公里，总人口18003人，人口密度55.1人/平方公里。